# 24959 Zielenbach
24959 Zielenbach è un asteroide della fascia principale. Scoperto nel 1997, presenta un'orbita caratterizzata da un semiasse maggiore pari a 3,0751854 UA e da un'eccentricità di 0,1107412, inclinata di 8,84103° rispetto all'eclittica.